# 中共中央专门委员会
中共中央专门委员会成立于1962年12月，是中共中央领导国防尖端事业的最高决策机构。

## 历史
1962年9月中华人民共和国第二机械工业部党组向中共中央递交了《关于自力更生建设原子武器工业建设情况的报告》，即两年规划，详细汇报了两年内爆炸首颗原子弹的工业建设和核武器研制攻关的进展情况以及请求中央解决的问题。刘少奇主持召开中央政治局常委会专题讨论；总参谋长、中央书记处书记、副总理兼国防工办主任罗瑞卿汇报时说，原子弹技术具有复杂性和高度综合性，靠一个部门很难完成任务，需要全国各方面的配合，中央应有专门机构抓。刘少奇同意，并说你们提出个方案和名单，报中央批准。10月31日，罗瑞卿向中央、毛泽东递交报告，建议中央成立15人专门委员会，提出“最好是总理抓总”。11月3日，毛泽东在报告上批示“很好，照办。要大力协同做好这件工作。”11月17日，刘少奇在中央政治局会议上宣布，中央决定由15人组成中央专门委员会，周恩来任主任委员，全面领导原子弹的研制工作。11月17日、11月29日，周恩来分别主持召开了中央专委第一次、第二次会议。12月4日，周恩来主持召开第三次会议，分别听取了刘杰、钱三强、朱光亚的专题汇报，中央专委正式批准了两年计划。12月14日，中共中央向中央有关部委、国务院有关部的党组、各大军事单位、各中央局并有关的省、市、自治区党委下达了《关于成立中央15人专门委员会的决定》。成员为：
1. 周恩来总理任主任委员
2. 贺龙副总理兼国防工委主任
3. 李富春副总理兼国家计委主任
4. 李先念副总理兼财政部长
5. 薄一波副总理兼国家经委主任
6. 陆定一副总理兼中共中央宣传部长
7. 聂荣臻副总理兼国家科委主任、国防科委主任
8. 罗瑞卿副总理兼军委秘书长、总参谋长、国防工办主任
9. 国防工办常务副主任、国防工委副主任兼国家经委副主任赵尔陆
10. 副总参谋长兼国防科委副主任张爱萍
11. 冶金工业部部长王鹤寿
12. 第二机械工业部部长刘杰
13. 第三机械工业部部长孙志远
14. 第一机械工业部部长段君毅
15. 化学工业部部长高扬

中央专委办公室：
- 主任罗瑞卿兼
- 常务副主任赵尔陆兼
- 副主任：张爱萍、刘杰、郑汉涛兼
- 秘书长郑汉涛
- 副秘书长：冶金工业部金属司司长刘柏罗兼

1965年3月2日，中共中央指示，中央专委不仅要管原子弹，也要管导弹。中央15人专门委员会扩大成员，并改称为“中央专门委员会”。增加成员有：
- 石油工业部部长余秋里
- 第四机械工业部部长王诤
- 第五机械工业部部长邱创成
- 第六机械工业部部长方強
- 第七机械工业部部长王秉璋
- 物资管理部部长袁宝华
- 冶金工业部部长吕东